# Grupa artylerii
Grupa artylerii – kilka jednostek (oddziałów) lub pododdziałów artyleryjskich złączonych doraźnie pod jednym dowództwem, w celu wykonania jednego bądź wielu zadań ogniowych, w czasie walki (skład grupy artylerii określa się każdorazowo w zależności od konkretnej sytuacji bojowej).

## Historia
W Wojsku Polskim II Rzeczypospolitej w styczniu 1929 w związku z kolejną reorganizacją artylerii oprócz reform naczelnych organów dowodzenia artyleria, celem dowodzenia jednostkami artylerii utworzono 11 dowództw grup artylerii. Działania te sankcjonował rozkaz Ministra Spraw Wojskowych L.1019/Org. umieszczony w Dzienniku Rozkazów MSWojsk. Nr 37 poz.8 dodatek tajny nr 7.  Znakomitą większość były to dowództwa grup artylerii sformowanych przy dowództwach Okręgów Korpusów od nr I do nr X. Każdej z nich podporządkowano jednostki artyleryjskie stacjonujących na terenie danego OK. 15 stycznia 1929 sformowano 11 Grupę Artylerii. 11 Grupie Artylerii podlegać miały wszystkie jednostki artylerii przeciwlotniczej niezależnie od miejsca stacjonowania na terenie całego kraju (zob. grupa artylerii przeciwlotniczej).